# Joseph Aved

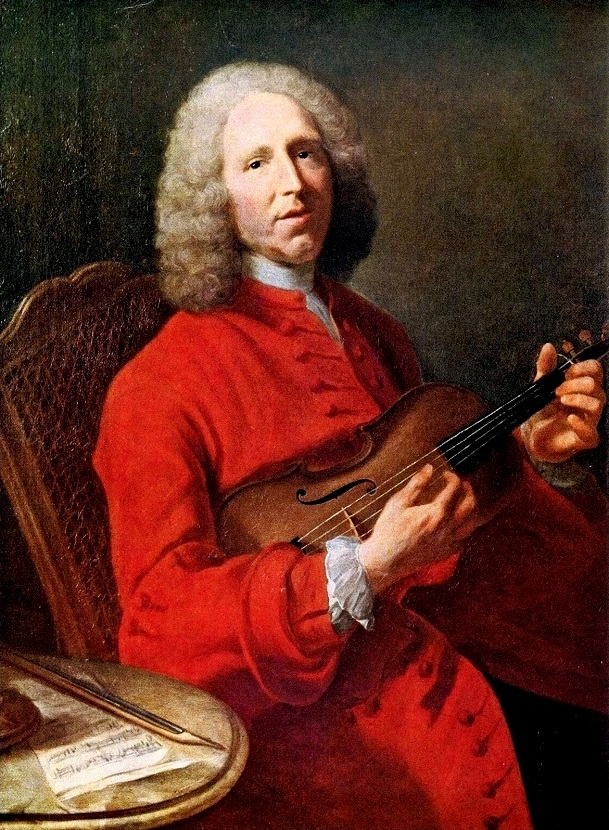
Jean-Philippe Rameau, por Joseph Aved.

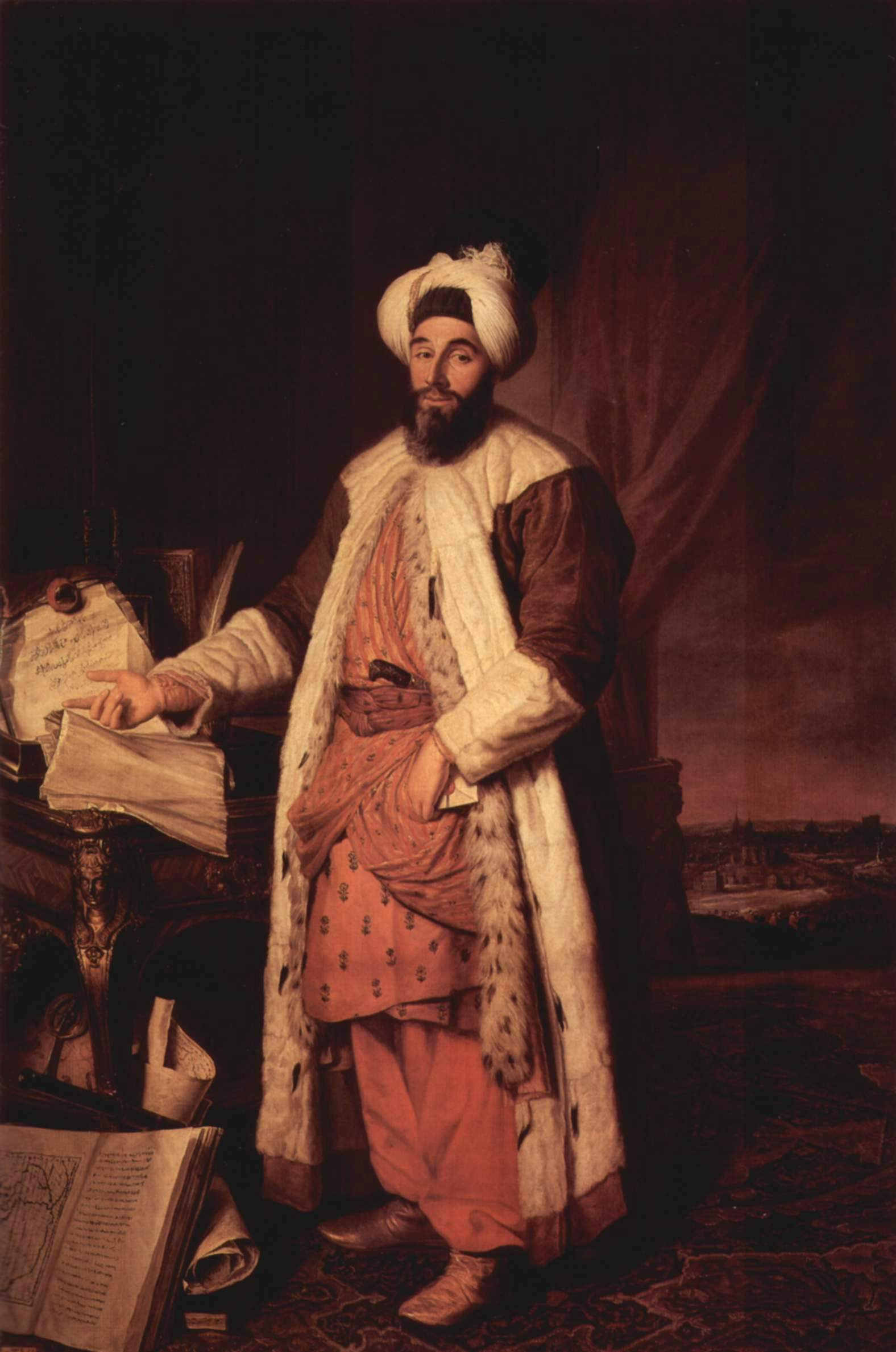
Mehmed Said Efendi en París en 1742. Jacques Aved, Musée de Versailles.

Jacques André Joseph Aved, también llamado le Camelot (El vendedor ambulante) o Avet le Batave (Avet, el Holandés) (París, 12 de enero de 1702- París , 4 de marzo de 1766) pintor, coleccionista y marchante de arte francés, uno de los principales retratristas del rococó francés. 

## Biografía
De padre médico, se quedó huérfano de niño y lo crio en Ámsterdam uno de sus tíos, que era capitán en la guardia neerlandesa.
Tras su formación en Ámsterdam con Boitard y Picart, Joseph Aved empezó a trabajar en París para Belle en 1721.
Más tarde ingresó en la Academia real de pintura y escultura (Académie royale de peinture et de sculpture) en 1731 y al graduarse lo nombraron consejero en 1734. En 1759, participó en su último salón y como marchante de arte, poseía una importante colección, con obras de maestros italianos de sus compatriotas franceses y sobre todo de artistas neerlandeses. Esta colección se subastó en París en 1766.
Carle Van Loo, François Boucher, Dumont le Romain y Chardin fueron sus alumnos.

## Obras
- Jean-François de Troy (1679-1752), Musée national du château et des Trianons de Versailles, Palacio de Versalles
- Pierre Jacques Cazes (1676-1754), Musée national du château et des Trianons de Versailles, Palacio de Versalles
- Retrato de Jean-Philippe Rameau, Musée des Beaux-Arts de Dijon
- Retrato de Voltaire, Musée des beaux-arts de Dijon
- Retrato de hombre en hábito gris y chaqueta roja, Musée Condé de Chantilly
- Saïd Pacha, Embajador de la Sublime Puerta, Musée national du château et des Trianons de Versailles, Palacio de Versalles
- Victor Riquetti, marquis de Mirabeau, Museo del Louvre